# Gerhard Stöck
Gerhard Stöck   (Trzcianka, 28 de juliol de 1911 - Hamburg, 29 de març de 1985) va ser un atleta alemany, especialista en el llançament de pes i de javelina, que va competir durant la dècada de 1930. La seva filla, Jutta Stöck, també fou esportista olímpica.
El 1936 va prendre part en els Jocs Olímpics d'Estiu de Berlín, on disputà dues proves del programa d'atletisme. Guanyà la medalla d'or en la prova del llançament de javelina i la de bronze en la del llançament de pes. En el seu palmarès també destaca una medalla de plata en la prova del llançament de pes al Campionat d'Europa d'atletisme de 1938, una d'or i una de bronze als International University Games. i el campionat nacional de javelina de 1938. En aquesta mateixa prova fou vuit vegades segon. Mai guanyà el campionat alemany de pes, tot i que sí en fou segon quatre vegades.
Stöck es va llicenciar en filologia i des del 1938 va treballar com a professor. Anteriorment, el 1933 s'afilià a l'organització paramilitar nazi Sturmabteilung i, el 1944 fou ascendit a Sturmbannführer. Després de la Segona Guerra Mundial va continuar competint fins a principis dels anys 1950 i posteriorment fou dirigent esportiu. Fou el cap de l'equip unificat alemany als Jocs de 1956 i 1960 i sotsdirector als de 1964. El seu passat nazi sols fou conegut després de la seva mort, el 1985, ja que entre altres coses, havia falsificat la seva data de naixement.